# Torosowe
Torosowe (ukr. Торосове, do 2016 Łenine, ukr. Леніне) – wieś na Ukrainie, w obwodzie odeskim, w rejonie rozdzielniańskim, w hromadzie Zatyszszia. W 2001 liczyła 874 mieszkańców, spośród których 836 wskazało jako ojczysty język ukraiński, 16 rosyjski, 20 mołdawski, a 2 bułgarski.